# Cornelius Steenoven
Cornelius Steenoven, Cornelis Steenoven (ur. 13 października 1661 w Amsterdamie, zm. 3 kwietnia 1725 w Lejdzie) – duchowny holenderski, doktor teologii, arcybiskup Utrechtu Rzymskokatolickiego Kościoła Starobiskupiego Kleru w latach 1723–1725.

## Życiorys
Cornelius Steenoven był absolwentem uniwersytetów w Leuven i w Rzymie. W 1689 roku przyjął święcenia kapłańskie. W latach 1693–1713 pełnił funkcje rzymskokatolickiego proboszcza w Amersfoort, a następnie w latach 1719–1723 proboszcza w Lejdzie.
Od 1700 roku zasiadał jako kanonik w kapitule katedry utrechckiej. Po konflikcie arcybiskupa Petrusa Codde ze Stolicą Apostolską w związku z wakatem na stanowisku arcybiskupa Utrechtu pełnił od 1719 roku funkcje wikariusza generalnego archidiecezji Utrechtu.
27 kwietnia 1723 roku został wybrany przez kapitułę utrechcką arcybiskupem elektem Utrechtu. W związku napiętymi stosunkami pomiędzy Biskupem Rzymu i Kościołem rzymskokatolickim w Zjednoczonych Prowincjach Niderlandów w kwestii konstytucji Unigenitus oraz wcześniejszej sprawy Petrusa Codde nominacja ta nie została zatwierdzona przez papieża.
Cornelius Steenoven mimo braku pozytywnej odpowiedzi Kurii Rzymskiej na elekcję zdecydował się  przyjąć sakrę biskupią bez zgody Stolicy Apostolskiej. 15 października 1724 roku został konsekrowany w Amsterdamie przez Dominique’a Varlet. Akt ten został potępiony przez papieża Benedykta XIII w brewe Qua Sollicitudine i stał się powodem schizmy, której konsekwencją było utworzenie w Holandii niezależnego od papieża kościoła rytu łacińskiego zwanego Kościołem Utrechtu.
Cornelius Steenoven zmarł nagle kilka miesięcy po swojej konsekracji biskupiej. Kilka dni po jego śmierci kapituła utrechcka wybrała wikariuszem generalnym Gisberta van Dyck, a następnie mianowała po niecałym miesiącu nowym arcybiskupem Utrechtu, Corneliusa Barchmana Wuijtiersa.